# Härjedalens pastorat
Härjedalens pastorat är ett pastorat i Södra Jämtland-Härjedalens kontrakt i Härnösands stift.

## Administrativ historik
Pastoratet bildades 1 januari 2017 genom att följande församlingar överfördes till ett gemensamt pastorat:
- Tännäs-Ljusnedals församling
- Hedebygdens församling
- Svegsbygdens församling
- Ytterhogdal, Överhogdal och Ängersjö församling

Pastoratskod är 101401 som övertagits från Svegsbygdens pastorat.